# جاكوار أي-تايب
جاكوار أي-تايب (بالإنجليزية: Jaguar E-Type)‏ هي سيارة من تصنيع شركة سيارات جاكوار.